# Журавка (Жирновський район)
Журавка (рос. Журавка) — хутір у Жирновському районі Волгоградської області Російської Федерації.
Населення становить 60 осіб. Входить до складу муніципального утворення Александровське сільське поселення.

## Історія
Хутір розташований у межах українського історичного та культурного регіону Жовтий Клин.
Згідно із законом від 21 лютого 2005 року № 1009-ОД для населеного пункту було встановлено органом місцевого самоврядування Александровське сільське поселення.

## Населення
| 2010 |
| ---- |
| 60   |